# Lasioptera solidaginis
Lasioptera solidaginis är en tvåvingeart som beskrevs av Osten Sacken 1863. Lasioptera solidaginis ingår i släktet Lasioptera och familjen gallmyggor. Inga underarter finns listade i Catalogue of Life.